# یاوه
یاوه در شاهنامه، نام دلاوری سمکنانی است، که در نبرد بزرگ، فرمانده پشت سپاه گیو بود.
فردوسی در ابیاتی از شاهنامه، از یاوه یاد کرده، که بیت زیر از آن جمله است:
| پس ِگیو شد یاوه سمکنان |  | برفتند شهزادگان و گوان |